# Ferenc Szisz

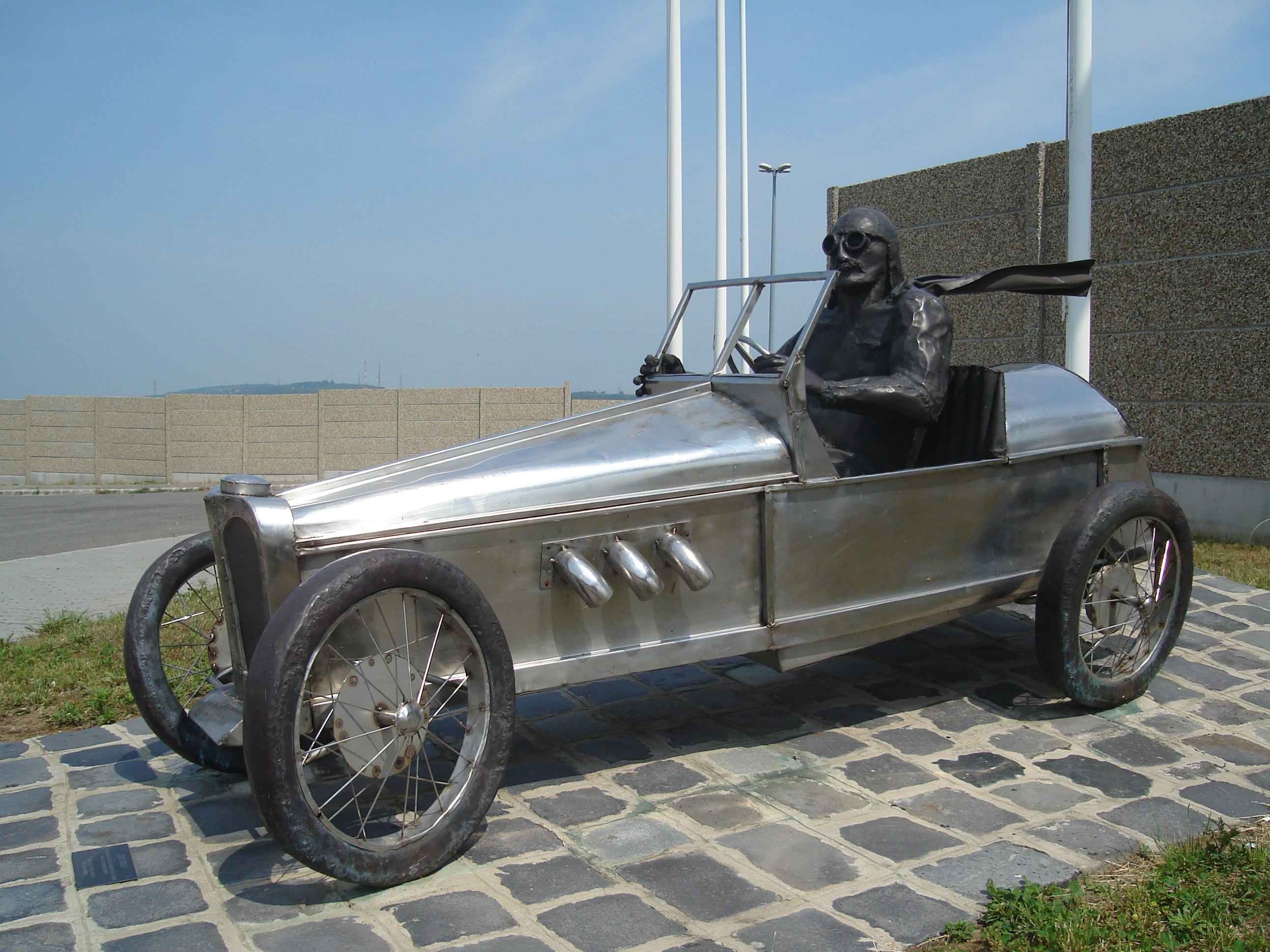
Statuia lui Ferenc Szisz la intrarea ciruitului Hungaroring

Ferenc Szisz (n. 20 septembrie 1873 –d. 21 februarie 1944) a fost un pilot de curse auto, francez de origine maghiară, care a câștigat prima cursă de Mare Premiu care s-a ogranizat vreodată - Marele Premiu al Franței 1906.